# Латоя Сандерс
Латоя Антуанетт Прінгл, також Латоя Антуанетт Сандерс, Лара Сандерс (англ. LaToya Antoinette Sanders; нар. 11 вересня 1986, Нюрнберг, Німеччина) — американо-турецька професійна баскетболістка, помічниця тренера клубу «Вашингтон Містікс» Жіночої національної баскетбольної асоціації (ЖНБА). У студентські роки виступала за команду Університету Північної Кароліни. На драфті ЖНБА 2008 року обрана командою «Фінікс Мерк'юрі». Виступала за турецьку команду «Кайсері».

## Біографія
Народилася в Нюрнберзі, Німеччина, де її батьки служили в армії. Пізніше сім'я переїхала до Феєтвілля, штат Північна Кароліна. Має молодшу сестру Шеніс. Одружена з колишнім баскетболістом Університету Північної Кароліни Байроном Сандерсом.

### Шкільні роки
Навчалася у 71 школі в Феєтвіллі. Отримала титул «Міс Баскетбол Північної Кароліни». Привела шкільну команду до титулів штату у 2003 і 2004 роках, ставши найціннішим гравцем турніру в обох випадках. Набрала 25 очок, 18 підбирань і сім блокшотів у грі за титул. Встановила рекорд чемпіонату штату, зробивши 28 підбирань у грі за титул 2003 року. Набирала в середньому 21,5 очка, 14,2 підбирання та дев'ять блокшотів у старшому сезоні.

## Студентська кар'єра

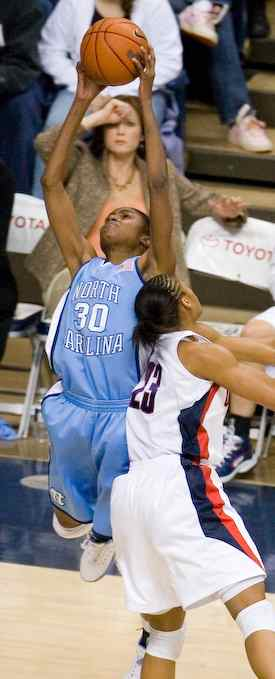
Сандерс у команді Північніої Кароліни проти Коннектикуту.

Навчалася в університеті Північної Кароліни. На першому курсі набирала в середньому 4,6 очка, 3,0 підбирання та 1,5 блокшота. Вона зіграла в 30 іграх і посіла п'яте місце в Конференції атлантичного узбережжя з 1,5 блоками за гру. На другому курсі у неї був сезон прориву і вона грала у стартовій п'ятірці. Виходила на початку всіх 38 ігор за «Тар Гілс», встановивши рекорд за кількістю розпочатих і зіграних ігор за сезон. Стала другою в команді та четвертою в Конференції атлантичного узбережжя за відсотком кидків з гри (0,550) і другою за блоками (3,18 за гру). Завдяки 3,18 блокшота за гру посіла п'яте місце в Національній асоціації студентського спорту. Застосовувала блок в кожній грі та показала результат п'ять і більше у восьми іграх.

## Статистика виступів за Північну Кароліну
Джерело:
| Year      | Team              | GP  | Points | FG%  | 3P%   | FT%  | RPG | APG | SPG | BPG | PPG  |
| --------- | ----------------- | --- | ------ | ---- | ----- | ---- | --- | --- | --- | --- | ---- |
| 2004-2005 | Північна Кароліна | 30  | 138    | 65.3 | -     | 66.7 | 3.0 | 0.0 | 0.4 | 1.5 | 4.6  |
| 2005-2006 | Північна Кароліна | 35  | 190    | 58.3 | -     | 74.5 | 4.4 | 0.6 | 1.1 | 2.1 | 5.4  |
| 2006-2007 | Північна Кароліна | 38  | 370    | 55.0 | -     | 73.3 | 7.5 | 0.6 | 1.2 | 3.2 | 9.7  |
| 2007-2008 | Північна Кароліна | 35  | 510    | 58.4 | 100.0 | 74.9 | 7.2 | 0.8 | 1.4 | 2.7 | 14.6 |
| Карʼєра   | Північна Кароліна | 138 | 1208   | 57.9 | 33.3  | 73.3 | 5.7 | 0.5 | 1.1 | 2.4 | 8.8  |

## Кар'єра у ЖНБА
Обрана у першому раунді драфту ЖНБА 2008 під 13-м загальним номером «Фінікс Мерк'юрі». У Фініксі зіграла у 29 іграх і в 7 з них стартувала. Грала в середньому 13 хвилин і набирала 4,4 очка за гру. Після травми обміняна в «Міннесота Лінкс». Під час міжсезоння підписала контракт з «Лос-Анджелес Спаркс».
У червні 2020 року оголосила, що відмовиться виступати у ЖНБА у сезоні 2020 року через побоювання расизму та коронавірусу.

## Статистика кар'єри ЖНБА

### Регулярний сезон
| Сезон   | Команда             | GP  | GS | MPG  | FG%  | 3P%   | FT%  | RPG | APG | SPG | BPG | TO  | PPG  |
| ------- | ------------------- | --- | -- | ---- | ---- | ----- | ---- | --- | --- | --- | --- | --- | ---- |
| 2008    | Фінікс Мерк'юрі     | 29  | 7  | 13.0 | .448 | .000  | .824 | 3.5 | 0.3 | 0.3 | 1.5 | 0.9 | 4.4  |
| 2009    | Міннесота Лінкс     | 17  | 0  | 9.4  | .433 | .000  | .733 | 2.2 | 0.5 | 0.2 | 0.8 | 0.8 | 2.2  |
| 2011    | Лос-Анджелес Спаркс | 20  | 0  | 11.1 | .473 | 1.000 | .889 | 2.4 | 0.3 | 0.3 | 0.7 | 0.6 | 3.9  |
| 2015    | Вашингтон Містікс   | 23  | 0  | 18.1 | .402 | .000  | .765 | 5.7 | 0.9 | 0.9 | 2.1 | 0.8 | 5.0  |
| 2016    | Вашингтон Містікс   | 4   | 0  | 17.3 | .500 | .000  | .846 | 3.0 | 0.3 | 0.8 | 2.5 | 0.8 | 7.3  |
| 2018    | Вашингтон Містікс   | 28  | 25 | 24.5 | .607 | .000  | .869 | 6.4 | 1.6 | 1.3 | 1.1 | 1.1 | 10.2 |
| 2019†   | Вашингтон Містікс   | 34  | 34 | 23.6 | .506 | .000  | .892 | 5.5 | 1.9 | 0.9 | 1.4 | 0.9 | 6.1  |
| Кар'єра | 7 років, 4 команди  | 155 | 66 | 17.6 | .503 | .500  | .840 | 4.5 | 1.0 | 0.7 | 1.3 | 0.9 | 5.7  |

### Плей-оф
| Сезон   | Команда           | GP | GS | MPG  | FG%  | 3P%  | FT%  | RPG | APG | SPG | BPG | TO  | PPG |
| ------- | ----------------- | -- | -- | ---- | ---- | ---- | ---- | --- | --- | --- | --- | --- | --- |
| 2018    | Вашингтон Містікс | 9  | 9  | 26.4 | .466 | .000 | .789 | 5.8 | 2.2 | 1.2 | 2.6 | 0.6 | 7.7 |
| 2019†   | Вашингтон Містікс | 9  | 9  | 23.1 | .424 | .000 | .875 | 3.4 | 1.0 | 1.3 | 1.4 | 0.3 | 6.3 |
| Кар'єра | 2 роки, 1 команда | 18 | 18 | 24.8 | .444 | .000 | .815 | 4.6 | 1.6 | 1.3 | 2.0 | 0.4 | 7.0 |

## У Туреччині

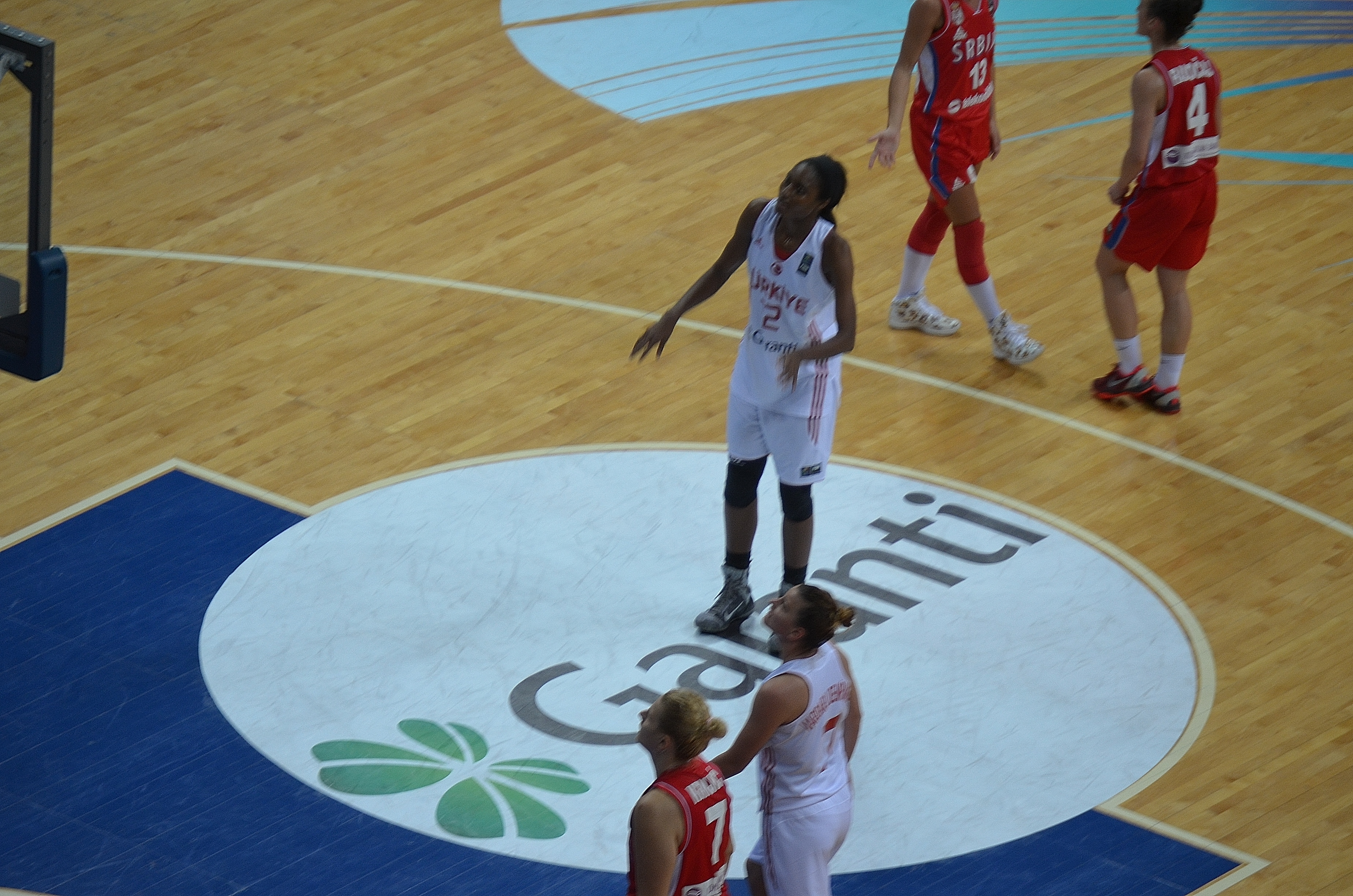
У збірній Туреччини в чвертьфінальному матчі Чемпіонату світу з футболу ФІБА серед жінок 2014 проти збірної Сербії.

З сезону 2010—2011 виступала за турецький «Кайсері». Після отримання громадянства Туреччини в сезоні 2012—2013 років змінила ім'я на Лара Сандерс. На Чемпіонат світу з футболу ФІБА серед жінок 2014 року обрана до жіночої національної збірної Туреччини з баскетболу.